# جشنة هيلماير
جشنة نلغيري (الاسم العلمي: Anthus hellmayri) (بالإنجليزية: Hellmayr's Pipit) هو طائر صغير من الجواثم ينتمي لفصيلة التمرة وأم عجلان.